# 尤莉亞廣場

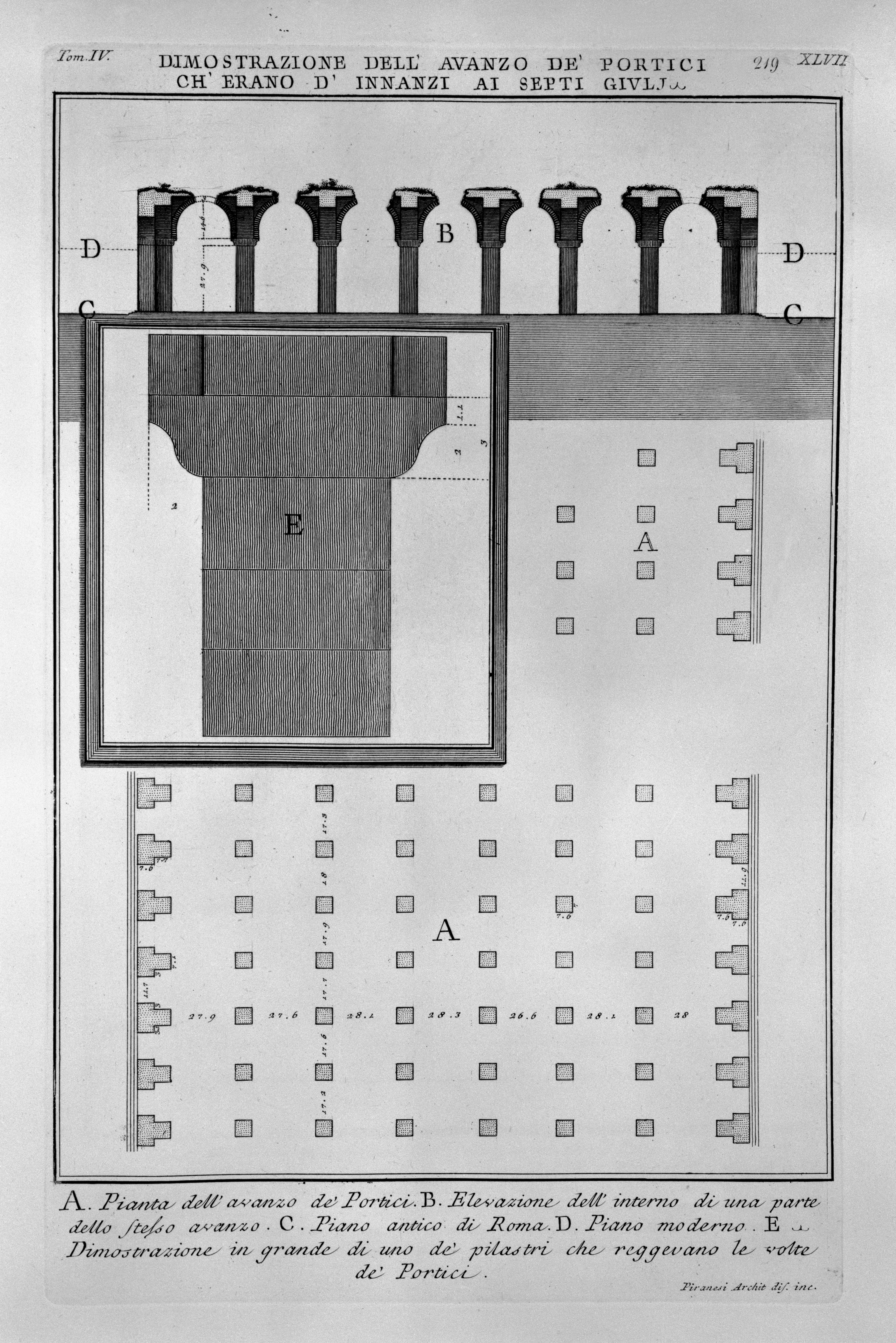
Plan of the Saepta Julia (Piranesi, 1756).

尤莉亞廣場（Saepta Julia）是古羅馬的建築之一，位於戰神廣場。這座建築由尤利烏斯·凱撒構思，並由瑪爾庫斯·維普撒尼烏斯·阿格里帕奉獻於西元前26年。尤莉亞廣場建築最初是投票會場。